# Poul Birch Eriksen
Poul Birch Eriksen (født 11. juni 1953 i Brovst) er en dansk radiojournalist. 
Han var en af de første til at gøre HIV/AIDS-pandemien til et journalistisk stofområde. I 1986 modtog han AIDS-fondets hæderspris.
Han har også været studievært og redaktionssekretær på Danmarks Radio-programmer som Uge-Revyen, Refleks, Det skal nok gå, alt sammen... og Orientering.. Modtog i 1999 P1-prisen for sit værtsskab af det ugentlige samtaleprogram Det skal nok gå, alt sammen...